# Friedrich II. von Sommerschenburg
Friedrich II. von Sommerschenburg (* um 1100; † 19. Mai 1162) war Pfalzgraf von Sachsen.

## Leben
Er folgte seinem Ende 1120 verstorbenen Vater, dem Pfalzgrafen Friedrich I. von Sachsen, und übernahm dessen politische Ausrichtung auf Seiten der sächsischen Fürstenopposition gegen die Salierkaiser. Seine Mutter war Adelheid von Lauffen.
Die Familie, die sich nach der Bergfeste Sommerschenburg oberhalb Sommersdorfs (südöstlich von Helmstedt) nannte, war den älteren Pfalzgrafen von Sachsen aus dem Hause Goseck und Bottendorf (Putelendorf) nahe verwandt (Oda, Großmutter Friedrichs, war die Tochter Friedrichs I. von Goseck). Ob die Sommerschenburger Agnaten der Supplinburger oder der Walbecker Grafen waren, ist strittig.
Friedrichs Ehe mit Liutgard von Stade, Schwester von Hartwig I. von Stade, wurde 1144 wegen zu naher Verwandtschaft annulliert. Aus ihr stammten Friedrichs Sohn und Nachfolger Adalbert und seine Tochter Adelheid, die 1184 gestorbene Äbtissin von Quedlinburg, Gandersheim (und vielleicht Bassum).
Unter Kaiser Lothar III. galt Friedrich als einer der „Getreuen am Kaiserhof“ und hielt sich später auf Seiten Heinrichs des Löwen. Friedrich war einer der bedeutendsten sächsischen Reichsfürsten seiner Zeit. Er bekleidete das Vogtsamt der Stifte und Klöster Quedlinburg, Gandersheim, Schöningen, Walbeck, Helmstedt, Huysburg, Hamersleben und Ringelheim und nahm bis 1152 wahrscheinlich die Hochvogtei des Erzstifts Hamburg-Bremen wahr. Als Vogteiliche Münzen ließ Friedrich in Quedlinburg, Gandersheim und Helmstedt schlagen, die z. T. zu den frühesten niedersächsischen Brakteaten gehören. Am Hofe Konrads III. dürfte Friedrich wie andere Reichsfürsten unter dem Eindruck der Predigt Bernhards von Clairvaux gestanden haben. Dennoch nahm er nicht am Zweiten Kreuzzug, sondern am Wendenkreuzzug von 1147 teil.
Während Friedrich als Territorialherr (u. a. als Graf im Hassegau) keine Rücksicht auf die Rechte der benachbarten Stifte und Klöster nahm, hatte er ein besonders enges Verhältnis zu den Zisterziensern: Bereits 1127/29 gründete Adelheid, die Frau des Edelherren Volkmar de Thuringia, die Abtei Walkenried. Es ist vermutet worden, dass die Stifterin entweder eine Pfalzgräfin von Sachsen aus dem Hause Bottendorf oder eine Landgräfin von Thüringen gewesen sei. Friedrich folgte 1136/38 mit der Gründung der Zisterzienserabtei Mariental am Lappwald, deren Kirche er als seine Grablege vorsah. Außerdem war er nach Rückkunft vom Kreuzzug 1148 an der Gründung der Zisterze Michaelstein am Harz durch die Quedlinburger Äbtissin Beatrix II. von Winzenburg beteiligt.
Friedrichs nicht mehr erhaltenes Grabmal im Marientaler Klosterchor beschrieb der Helmstedter Professor Heinrich Meibom: „Dem Grabstein ist sein Bildnis eingemeißelt, bartlos und gepanzert“ – außerdem teilte Meibom die Inschrift, nicht aber das Wappen mit. Dieses bestand nach jüngerer Überlieferung (Hermen Bote) aus einem neunmal von Silber und rot geteilten Schild bzw. als Amtswappen für die Pfalz Sachsen einem goldenen Adler auf Blau.

## Nachkommen
- Adalbert (* um 1130; † 1179), Pfalzgraf
- Adelheid III. († 1. Mai 1184), Äbtissin von Quedlinburg und Gandersheim
- Sophie († 1189/90) ⚭ 1. Heinrich I. († 1181) Graf von Wettin; ⚭ 2. 1182 Hermann I. († 1217) Pfalzgraf von Sachsen, ab 1190 Landgraf von Thüringen
- Dietrich, Vormund Heinrichs II. von Wettin